# 她和我和戀人。
《她和我和戀人。》（彼女と俺と恋人と。）是日本WillPlus公司旗下品牌PULLTOP LATTE在2012年12月14日發售的戀愛冒險類型成人遊戲。遊戲簡稱。2014年10月31日發售與次作合製Fan disc和3作合集。2020年7月31日發售迷你FD

## 故事
松上遥人為了救遭遇交通事故的美萩野綾乃而受傷昏迷住院。在住院的這段時間綾乃每天探望，出院時也要求繼續每天到陣富莊照顧遥人。遥人的傷勢復原後在準備離別的時候，遥人接受綾乃的告白而成為一對戀人並且開始兩人的同居生活。然而隨著其他女性陸續的來訪，兩人的甜蜜生活會有什麼變化。

## 角色

### 主要角色
松上遙人
本作男主角，大學1年級學生。獨自住在陣富莊。將優子視作妹妹，很寵愛妹妹芒。
美荻野綾乃（配音：奏雨）
知德學院3年級學生，溫柔美麗的大小姐。在車禍發生時被遙人所救，之後便時常探望遙人，遙人出院後仍每天去他家中照顧他。在遙人手康復後，因為沒有理由可以在來照顧他，於是在送別前主動吻了遙人，經一番波折後兩人成為了戀人。
德吉優子（配音：美月）
知德學院3年級學生，遥人的青梅竹馬。喜歡遥人但沒有告白。成績很好，在學校受許多人敬愛。
白兎筑紫（配音：百瀬ぽこ）
知德學院3年級學生，綾乃的朋友。因為很重視綾乃而敵視遥人，為了保護綾乃而來到陣富莊。綾乃生她的氣時會變得很老實。
小澤見千景（配音：遠野梵）
陣富莊的管理員。身材很好的美人。不會干涉遥人和綾乃的同居生活。酒量不好，喝醉後個性會變得撫媚，事後沒有記憶。
美荻野小乃花（配音：小倉結衣）
綾乃的妹妹。因為好奇而偷偷跟蹤姊姊而來到陣富莊。

### 其他角色
松上芒（配音：藤咲ウサ）
遙人的妹妹。常常會來陣富莊找哥哥玩並且住上一晚。很喜歡哥哥而夢想成為哥哥的新娘。
初回限定版特典的開放攻略角色。
用瀨簾（配音：海乃奏多）
遥人的鄰居，一個我行我素的美人。非常喜歡喝酒，觀察力十分細膩。

## 工作人員
- 角色設計/原畫：marui、のん
- 劇本統括：北川晴
- 劇本：、田中一郎
- CG：
- 音樂：Peak A Soul+
- 影片製作：
- 背景美術：玉城健二
- 監督：

- 角色設計/原畫：marui、了藤誠仁、
- 劇本：樹原新、なたけ、相良中通、田中一郎
- CG：
- 音樂：Peak A Soul+
- 監督：

## 主題歌
- 片頭曲「シアワセ定義」[12]

作詞：Duca　作曲/編曲：ANZIE　歌：Duca
- 主題曲

作詞：Duca　作曲/編曲：ANZIE　歌：Duca

- 片頭曲「シアワセsummer」[13]

作詞：Duca　作曲/編曲：ANZIE　歌：Duca

## 外部連結
- 官方網站（页面存档备份，存于）（日語）
- 迷你FD官方網站（页面存档备份，存于）（日語）